# Malinová (district de Prievidza)
Pour les articles homonymes, voir Malinová.
Malinová (allemand : Zeche, hongrois : Csék) est une commune du district de Prievidza, dans la région de Trenčín, en Slovaquie.

## Histoire
La première mention écrite du village date de 1339.

## Démographie

### Évolution de la population
| Année:               | 1994. | 2004.   | 2014.   | 2024.    |
| -------------------- | ----- | ------- | ------- | -------- |
| Nombre de personnes: | 825   | 892     | 909     | 1011     |
| Différence:          |       | +8,12 % | +1,90 % | +11,22 % |

| Année:               | 2023. | 2024.   |
| -------------------- | ----- | ------- |
| Nombre de personnes: | 1026  | 1011    |
| Différence:          |       | -1,46 % |